# Atlanta tokiokai
Atlanta tokiokai is een slakkensoort uit de familie van de Atlantidae. De wetenschappelijke naam van de soort is voor het eerst geldig gepubliceerd in 1972 door van der Spoel & Troost.